# كل ما هو غير ممنوع مسموح به

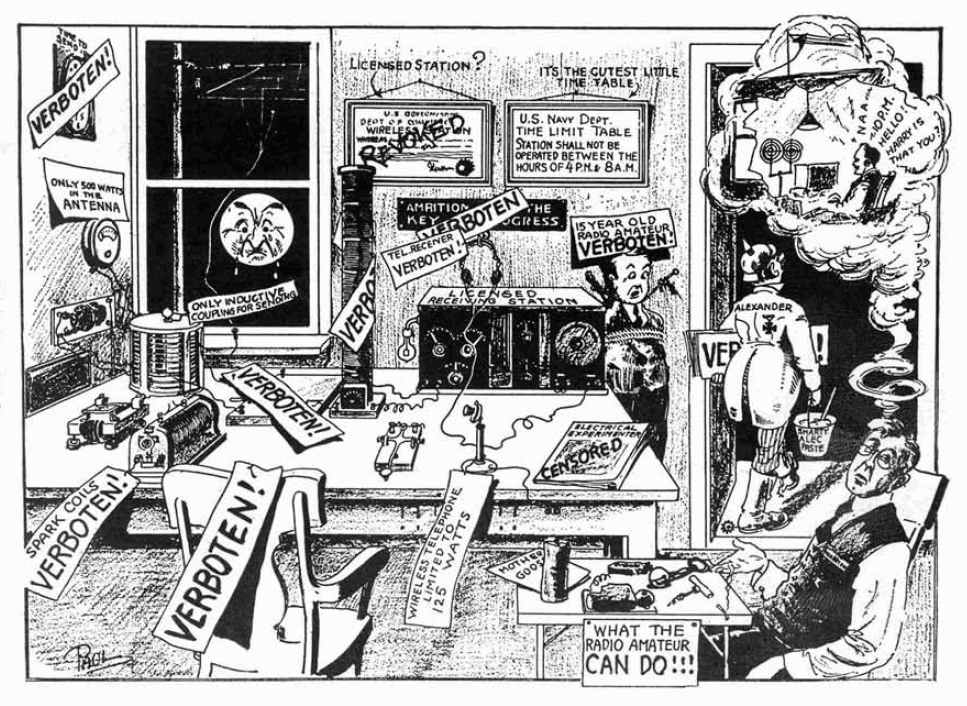

كل ما هو غير محظور" هو مبدأ دستوري موجود في القانون العام الإنجليزي. وفي القانون الدولي، يعرف باسم مبدأ اللوتس، بعد تصادم سانت لوتوس في المياه الدولية.
السلطات المحلية:
تعديل مبدأ العكس - «كل ما لا يسمح به ممنوع» - يُستخدم في تقديم طلب إلى السلطات العامة في إنكلترا، التي اقتصرت أعمالها على السلطات الممنوحة لها صراحة بموجب القانون.[1] وتم رفع القيود المفروضة على السلطات المحلية بموجب قانون Localism لعام 2011 الذي منح السلطات المحلية «سلطة عامة في الاختصاص».[2] وفي الولايات المتحدة، تطبق قيود مماثلة على السلطات البلدية نتيجة لحكم ديلون.